# ليون بوش
ليون بوش (بالفرنسية: Lyon Poche)‏ هي مجلة أسبوعية فرنسية تصدرها المجموعة الفرنسية Lyon Poche Presse، وتقدم أجندة ليون الثقافية.  تأسست في عام 1971، ونشرت الصحيفة 2052 عددًا حتى يونيو 2011، قبل إفلاس المجلة في الشهر التالي.  كانت تقدم كل أسبوع أوقات عرض السينما، وجداول أعمال الحفلات الموسيقية، والحفلات، والمسرح، والرقص، والمعارض، ودليل المطاعم، بالإضافة إلى العديد من المراجعات للأفلام والعروض.
تم إنشاؤه في عام 1971 من قبل فينسينت كارتيرون (1946-2016) وجان كلود تشوزفيل وجي ليسكور، وفي مارس 2009 كانت الأسبوعية الأكثر مبيعًا في ليون.
عند التصفية، توقفت الصحيفة الأسبوعية أخيرًا عن الظهور في يوليو 2011.